# Sri Yantra

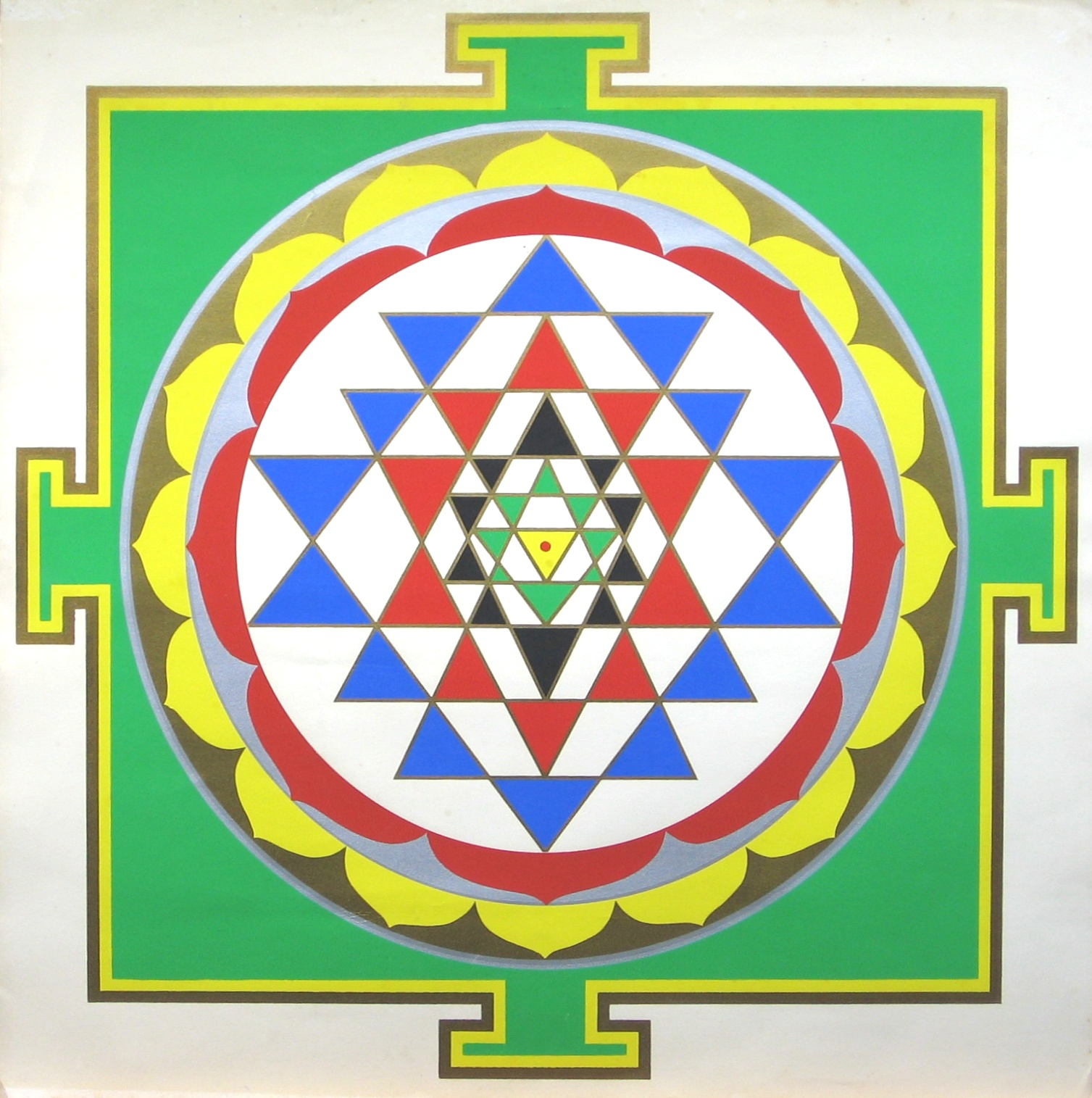
Sri Yantra după Harish Johari

Śri Yantra sau Śri Chakraׂׂ(Śri - se citeste „șri”)  este o formă de diagramă sacră(yantra) folosită în tantrismul hinduist, în școala sau cultul Shri Vidya.
Ea consistă din trei părți concentrice: 
1.Figura internă cu nouă triunghiuri (vahni) de diverse mărimi (Navayoni Chakra), care se intersectează și înconjoară un punct central numit bindu. Cele 4 triunghiuri cu vârful în sus reprezintă principiul masculin (Purusha = persoană) și pe zeul Shiva cu energia în ascensiune. Cele 5 triunghiuri cu vârful în jos reprezintă principiul feminin Shakti sau Lalita - energia divină (Prakriti) în descindere. Triunghiurile ar crea așadar un cuplu de contrarii (similar conceptului taoist Yin și Yang) unite prin bindu,
dar reflectă, de fapt, o realitate mai profundă a unității divine. Există și o formă tridimensională de Sri Yantra,  Maha Meru - care reprezintă Muntele Meru, muntele cosmic din centrul universului
Cele nouă triunghiuri se întretaie și dau naștere la 43 triunghiuri mici într-o rețea simbolică a întregului cosmos sau într-o matrice simbolică a creației. Împreună ele exprimă Advaita sau ne-dualitatea.
2.Când se merge spre exterior se poate vedea că triunghiurile sunt înconjurate de două cercuri concentrice ca niște flori de lotus (padma) cu opt petale, și respectiv, cu șaisprezece petale, și 3. de un pătrat simbolizând Pământul și care se aseamănă cu un templu pătrat cu patru porți (una pe fiecare latură)
Ca suport pentru meditație  Sri Yantra poate conduce pe practicant la un sentiment acut de detașare față de toate contingențele și la iluzia metafizică a vălului maya.
Cultul Tripurasundari care se ajută de Sri Yantra se numește Shri Vidya (IAST : śrīvidyā). Sri Yantra este denumită regina "yantrelor" - Rajayantra.

## Viziunea pe nivele

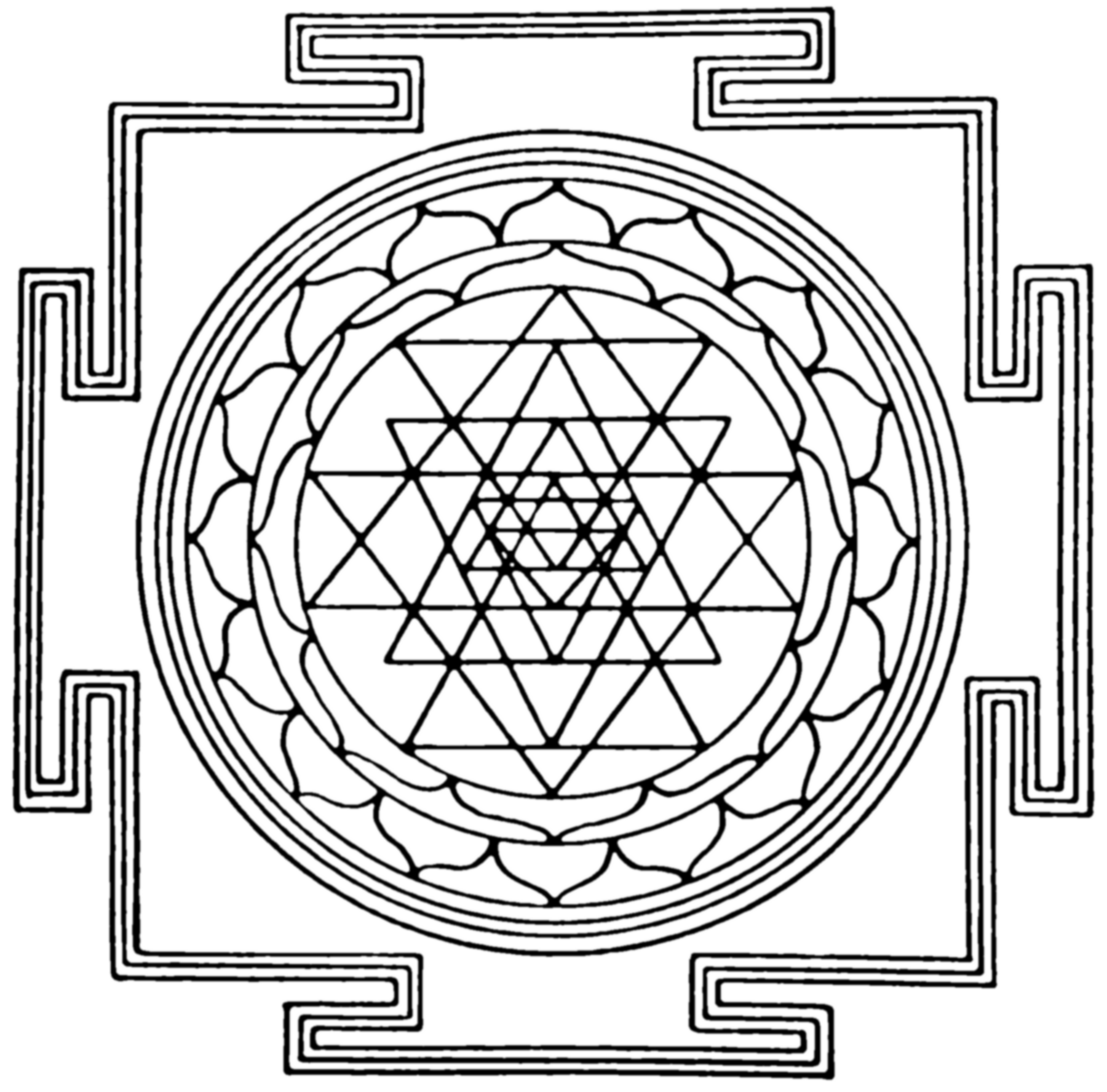
Sri Yantra ca formă geometrică

Sri yantra este adesea denumit și nava chakra, fiind considerat ca având nouă nivele ("nava" înseamnă nouă în sanscrită).
Dinafară înăuntru aceste nivele sunt: 
1. Trailokya Mohana ou Bhupara, (Care atrage universul) un pătrat cu trei linii de-a lungul perimetrului și 4 porți (câte una în mijlocul fiecărei laturi)
2. Sarva Aasha Paripuraka, (împlinitor de dorință)  o floare de lotus cu 16 petale
3. Sarva Samkshobahana, (Care excită totul) o floare de lotus cu 8 petale
4. Sarva Saubhagyadayaka, (Care aduce noroc) un ansamblu de 14 triunghiuri mici
5. Sarva Arthasadhaka, (Care conferă toate obiectele) un ansamblu de  10 triunghiuri mici
6. Sarva Rakshakara (Care ocrotește totul), un ansamblu de 10 triunghiuri mici
7. Sarva Rogahara, (Care distruge toate bolile) un ansamblu de 8 triunghiuri mici
8. Sarva Siddhi prada(Care aduce reușita) - un singur triunghi mic
9. Sarva Anandamaya, (aducător pur de binecuvântare) punctul central sau bindu

Sri Chakra este simbolul tantrismului, care se bazează pe Șivaismul din Cașmir.

## Istoric
Există dovezi după care Sri Yantra datează cel puțin din secolul al VII-lea e.n. când ea apare pe o incripție din Indonesia.